# 군용 수송기
군용 수송기(영어: Military transport aircraft)는 주로 물자나 화물의 수송 임무를 맡는 군용기다.
대한민국 공군은 C-130을 운용 중이고 미국은 초대형 수송기 록히드 C-5 갤럭시를 포함해 다양한 형태의 수송기를 운용 중이다.

## 록히드 c-5 갤럭시
록히드 C-5 갤럭시(Lockheed C-5 Galaxy)는 미국 공군(이하 미공군) 최대 전략수송기이다. 381톤 C-5는 265톤 C-17과 함께 국제적인 장거리 전략 수송 임무를 수행한다.
록히드 C-5 갤럭시
USAF C-5 Galaxy in flight.jpg
C-5의 비행 모습
종류
전략수송기
도입 시기
1968년 7월 30일
현황
활동 중
주요 사용자
미국 공군
생산 시기
C-5A: 1968년~1973년
C-5B: 1985년~1989년
C-5M: 2006년~현재
단가
US$ 168백만
1963년에 장거리 대형 수송기 개발계획에 따라 개발되기 시작하여 1968년에 초도비행했으며 지금까지 미공군에서 운용중이다. 2006년부터 C-5의 개량형인 C-5M이 개발되어 2008년에 초도비행에 성공하여 2040년까지 운용한다고 알려져 있다.

## 같이 보기
- 화물기
- 연락기
- 기상 수송원